# Michail Dolivo-Dobrovol'skij
Michail Osipovič Dolivo-Dobrovol'skij (in russo Михаи́л О́сипович Доли́во-Доброво́льский?; Gatčina, 2 gennaio 1862 – Heidelberg, 15 novembre 1919) è stato un ingegnere e inventore russo naturalizzato tedesco.
Assieme a Nikola Tesla, Galileo Ferraris e Jonas Wenström, è stato uno dei fondatori dei sistemi elettrici polifase, sviluppando i generatori di corrente trifase e le trasformazioni stella-triangolo. Durante la sua carriera depositò una sessantina di brevetti industriali.

## Biografia
Dal 1872 al 1878 visse con la famiglia a Odessa. Nel 1878 iniziò gli studi all'Università tecnica di Riga. Nel 1881, in seguito all'assassinio dello zar Alessandro II, essendo sospettato di appartenere a un movimento studentesco di opposizione al regime zarista fu espulso dalla scuola e condannato all'esilio.
Si stabilì con i genitori a Darmstadt e proseguì gli studi all'Università tecnica di Darmstadt, dove si laureò nel 1884. Lavorò poi come assistente per professore Erasmus Kittler. Nel 1887 diede le dimissioni e si recò a Odessa, dove si sposò con Cornelia Tumba (di nazionalià greca). Il 23 maggio 1891 nacque il loro figlio Dimitri.
Ritornato in Germania, venne assunto a Berlino dalla società Deutsche Edison Gesellschaft, che nello stesso anno diventò la AEG. Dal 1903 al 1909 risiedette in Svizzera, probabilmente per ragioni di salute essendo fin dall'infanzia sofferente di problemi cardiaci. Pur conservando la cittadinanza russa, nel 1905 ottenne anche quella svizzera.
Nel 1907 si sposò in seconde nozze con Jadwiga Polaczkówna. Nel 1908 venne nominato direttore dello stabilimento AEG di Berlino e l'anno successivo Emil Rathenau lo nominò direttore tecnico dell'intera società AEG.
Morì il 15 novembre 1919 nella clinica universitaria di Heidelberg in seguito ad un attacco cardiaco e fu sepolto nel cimitero di Darmstadt con la sua seconda moglie.
Era cugino di primo grado del generale e barone russo Aleksandr von Bilderling.

## Riconoscimenti
Nel 1900 le autorità russe gli proposero la direzione dell'Università politecnica di San Pietroburgo, ma la cosa non andò in porto avendo egli cessato ogni rapporto con il suo paese di origine.
Nel 1969 la città di Darmstadt gli intitolò una strada del centro storico, la Dolivostraße.
Nel 2012, post mortem, venne eletto membro onorario dell'Università tecnica di Riga.